# Ángel (The King of Fighters)
Angel (アンヘル Anheru?) es un personaje ficticio de la serie de videojuegos The King of Fighters. Apareció por primera vez en The King of Fighters 2001, donde fue parte del Team NEST junto a K9999, Kula y Foxy. El personaje estuvo ausente de la saga por 14 años, haciendo su regreso en 2016 como parte del Team México junto a Ramón y King of Dinosaurs en The King of Fighters XIV.
Ángel también aparece en The King of Fighters XV como parte del nuevo equipo NEST junto a sus excompañeros, Kula y Krohnen (K9999).

## Concepción
Angel fue producto de un trato entre los trabajadores de SNK y Evoga (Evolution Games, compañía desarrolladora de videojuegos establecidas en México, conocida por el juego Rage of the Dragons), quienes llegaron al acuerdo de que el ganador de una partida de KOF'98 podría poner un personaje en The King of Fighters 2001 o en Rage of the Dragons. El ganador fue precisamente un trabajador llamado Ángel del equipo de EVOGA, por lo cual se incluyó este personaje en el videojuego con el nombre del ganador: Ángel Torres.

## Historia
Angel nació en México, es una agente de la organización NESTS, asignada a vigilar al experimento K9999. El propósito de K9999 es buscar traidores que abandonaron NESTS. Para realizar esto, NESTS formó un equipo compuesto por K9999, Angel, Kula Diamond y Foxy para el torneo The King of Fighters 2001, con el interés de eliminar al experimento K'. Sin embargo, en los momentos finales del torneo, fue revelado que Angel y K9999 tenían la misión de eliminar a Kula y sus guardianas.
En un principio Angel estaba dedicada a seguir órdenes de sus superiores sin cuestionamientos. Sin embargo, al serle asignada la misión de eliminar a Kula, comenzó a preguntarse si lo que hacía era lo correcto. Conforme avanzaba en la misión, comenzó a trabar confianza con su camarada K9999. Después de la caída de NESTS, desaparece junto con K9999 y no se vuelve a tener constancia canónica del personaje hasta muchos años después.
Actualmente los derechos sobre Ángel (al igual que los de K9999 y May Lee) fueron adquiridos por SNK-Playmore,  antiguamente pertenecientes a la empresa surcoreana Eolith, que desarrollara KOF 2001 y 2002 cuando SNK se encontraba en bancarrota. Gracias a ello apareció tanto en The King of Fighters Neowave como The King Of Fighters 2002: Unlimited Match, a excepción de K9999, quien debido a su similitud con Tetsuo Shima (de la película de anime Akira) y para evitar problemas legales fue sustituido por un personaje conocido como Nameless.
Ángel finalmente regresó  en The King of Fighters XIV como parte del Team Mexico junto a Ramón y The King of Dinosaurs. Tras haber traicionado a NESTS, estuvo prófuga siendo perseguida por la organización. Ramón le ofrece una invitación para unirse al torneo como parte del equipo formado exclusivamente por mexicanos, ella acepta cansada de vivir en las sombras y con el ánimo de hacer alboroto.

## Recepción
En una encuesta de 2005 realizada por SNK Playmore; fue votado como el tercer personaje favorito de la saga con un total de 2.498 votos.